# Giuseppe Scaraffia
Pour les articles homonymes, voir Scaraffia.
Giuseppe Scaraffia (né le 2 avril 1950 à Turin) est un écrivain, un universitaire et un critique littéraire italien.

## Biographie
Giuseppe Scaraffia obtient un diplôme en philosophie à l’université de Milan avec une thèse sur « L’idée de bonheur selon Diderot. » À partir de 1976, il enseigne la littérature française à l'université La Sapienza de Rome. Dans ces années il a étudié les grands mythes de la séduction au XIXe siècle, à partir du dandy et de la femme fatale jusqu’au beau ténébreux.
Il collabore au supplément littéraire de Il Sole24ore et au «Venerdì» de La Repubblica. Il a été marié quelques années avec Daria Galateria.

## Œuvres
- Dizionario del dandy, Bari, éditions Laterza, 1981, Sellerio 2009, trad.française Le petit dictionnaire du dandy, Sand, 1986, trad. espagnole Diccionario del dandy, Machado, 2009.
- Scritti su Diderot, Rome, Bulzoni, 1983.
- Marcel Proust: Alla ricerca di Swan, Pordenone, Studio Tesi, 1986.
- La donna fatale, Palerme, Sellerio, 1987. (Sur les séductrices dans la littérature du XIXe siècle)
- Infanzia, Palerme, Sellerio, 1987. (Essai sur l’enfance au XIXe siècle)
- Il mantello di Casanova, Palerme, Sellerio, 1989 (Roman sur Casanova)
- Torri d’avorio, Palerme, Sellerio, 1994. (Essai sur les maisons de 33 écrivains français)
- Miti minori, Palerme, Sellerio, 1995. (Sur les nouveaux mythes d’aujourd’hui)
- Il bel tenebroso, Palerme, Sellerio, 1999. (Sur l’homme fatal au XIXe siècle)
- Gli ultimi dandies, Palerme, Sellerio, 2002. (Sur les dandies du XXe siècle)
- Scrivere è un trucco del cuore, Milan, Ponte delle Grazie, 2002. (Interviews à des grands écrivains réalisées avec des fragments de leurs œuvres et de leurs lettres, etc.)
- Sorridi Gioconda!, Milan, Mondadori, 2005. (Roman sur le vol de la Joconde au Louvre en 1911)
- Cortigiane, Milan, Mondadori, 2008. (Sur les grandes courtisanes au XIXe siècle)
- Femme Fatale, Florence, Vallecchi, 2009. (Sur les femmes fatales, de la Récamier à Mata-Hari)
- Le signore della notte. Storie di prostitute, artisti e scrittori, Milan, Mondadori, 2011
- Il Romanzo della Costa Azzurra, Milan, Bompiani, 2013 (trad. espagnole Periferica 2019)
- Gli ultimi giorni di Mata Hari, Turin, UTET, 2015
- Il demone della frivolezza, Palerme, Sellerio, 2016 (trad. espagnole Periferica 2018)
- L'altra metà di Parigi. La rive droite, Milano, Bompiani, 2019
- Scrittori in armi, Milan, Neri Pozza, 2023.

Giuseppe Scaraffia a aussi édité l’édition italienne de 24 œuvres d’auteurs français et anglais (de Proust à Mérimée, de Stendhal à Maupassant jusqu’à Evelyn Waugh).

## Filmographie
Avec  Silvia Ronchey il a écrit et réalisé des programmes culturels pour la RAI en collaboration avec RAI SAT, RAI 1, RAI 2 e RAI 3. Le plus important a été «L'altra edicola», un programme culturel pour RAI DUE dans les années '90. Toujours avec Silvia Ronchey il a réalisé une série d’interview à des personnages comme Ernst Jünger, Claude Lévi-Strauss, James Hillman, David Lodge, Keith Waldrop, Jean-Pierre Vernant, ecc.

## Distinctions
Giuseppe Scaraffia est chevalier des arts et des lettres (2000) et a obtenu le prix Grinzane-Fenoglio pour son livre Cortigiane (2008).